# Göllersdorf
Göllersdorf là một thị trấn ở huyện Hollabrunn trong bang Niederösterreich, ở nước Áo. Đô thị này có diện tích 59,56 km², dân số năm 2001 là 2939 người.